# Dalbandin
Dalbandin (Urdu: دلبندین) é uma cidade do Paquistão localizada na província de Baluchistão.